# La Matapédia
A Regionalidade Municipal do Condado de La Matapédia está situada na região de Bas-Saint-Laurent na província canadense de Quebec. Com uma área de mais de cinco mil quilómetros quadrados, tem, segundo o censo de 2006, uma população de cerca de dezenove mil pessoas sendo comandada pela pela cidade de Amqui. Ela é composta por 25 municipalidades: 2 cidades, 7 municípios, 8 freguesias, 1 aldeia e 7 territórios não organizados.

## Municipalidades

### Cidades
- Amqui
- Causapscal

### Municípios
- Albertville
- Lac-au-Saumon
- Sainte-Florence
- Sainte-Marguerite
- Saint-Vianney
- Sayabec
- Val-Brillant

### Freguesias
- Saint-Alexandre-des-Lacs
- Saint-Cléophas
- Saint-Damase
- Sainte-Irène
- Saint-Léon-le-Grand
- Saint-Moïse
- Saint-Tharcisius
- Saint-Zénon-du-Lac-Humqui

### Aldeia
- Saint-Noël

### Territórios não organizados
- Lac-Alfred
- Lac-Casault
- Lac-Matapédia
- Rivière-Patapédia-Est
- Rivière-Vaseuse
- Routhierville
- Ruisseau-des-Mineurs